# Ernesto Sannino
Ernesto Sannino (Livorno, 3 novembre 1888 – Sarzana, ...) è stato un generale italiano.
Generale dei Carabinieri, partecipò alla prima e alla seconda guerra mondiale. Durante la seconda guerra mondiale fu comandante della VI Brigata CC RR di Palermo (1943) durante lo sbarco anglo-americano, poi permanendovi quale comandante dei CC della Sicilia, per speciali incarichi, per conto degli Alleati nel regime della cobelligeranza (1943-45). Nel 1952 fu nominato Vice Comandante Generale dell'Arma dei Carabinieri.

## Biografia
Arruolatosi nel Regio Esercito, nell'aprile 1909 entrò come Allievo ufficiale nella Regia Accademia Militare di Fanteria e Cavalleria di Modena, da cui uscì con il grado di sottotenente, assegnato all'arma di fanteria il 21 ottobre 1909, in servizio di prima nomina nel 3º reggimento fanteria Piemonte.
Promosso tenente (il 17 settembre 1912), alla vigilia dell'inizio della grande guerra transitò nella prima arma del Regio esercito e, da capitano, fu assegnato alla legione Carabinieri Reali di Bologna e, subito dopo, al Battaglione Autonomo CCRR, guadagnando a Bosco Cappuccio una Medaglia d'argento al valor militare.
Promosso capitano, passò poi, dal 24 febbraio 1918, al comando della compagnia territoriale di Venezia, appartenente alla Legione di Verona, in un cruciale periodo storico.
Trasferito a disposizione della Legione di Treviso, dall'11 gennaio 1920 passò al comando della Legione di Verona, quale aiutante maggiore in seconda.
Da maggiore poi fu comandante della Divisione di Caltanissetta e, dal 14 novembre 1926, fu alla scuola sottufficiali di Firenze, quale istruttore, poi rinominata Scuola centrale Carabinieri Reali (dal 1º luglio 1928), ottenendo il 28 giugno 1929 la promozione a tenente colonnello.
Fu quindi nominato ispettore della 2ª Zona CC RR di Milano (poi divenuta II Brigata di Milano), permanendovi sino al 1936.
Incaricato del comando della legione CC RR di Cagliari, ne divenne poi comandante titolare il 15 ottobre 1937, quando fu promosso colonnello con anzianità 1º luglio 1937.
Sannino poi assunse nel novembre 1938 il comando della legione CC RR Lazio e, il 25 giugno 1940, a guerra iniziata, il comando della scuola centrale carabinieri di Firenze, tornandovi una seconda volta.
Passato poi a disposizione della I brigata CC RR di Torino (comandante dei CC RR della 4ª armata), dall'11 agosto 1941 Sannino fu comandante facente funzioni della II brigata di Milano. Divenuto, nel frattempo generale di brigata il 1 gennaio 1942 ed assuntone il comando da titolare, permase a Milano sino al 31 marzo 1942, quando fu trasferito ad Atene presso il comando superiore delle FF AA in Grecia (11ª armata) per assumere il comando dei carabinieri in quel difficile scacchiere operativo.
Rientrato a Roma l'8 maggio 1943, Sannino fu a disposizione della 2ª divisione CC RR Podgora e dal 1º giugno seguente assunse il comando della VI brigata CC RR di Palermo, proprio alla vigilia dello sbarco alleato del luglio 1943. Il 4 agosto 1943, quando era ormai stata decisa l'evacuzione della Sicilia, per l’interruzione di ogni tipo di collegamento con la Madre Patria, quale ufficiale più alto in grado, aveva autonomamente istituito il  Comando Superiore Carabinieri Reali della Sicilia, per mantenervi l'ordine pubblico dopo l'occupazione alleata. Arrestato a Palermo all'arrivo degli americani, fu confermato nell'incarico speciale dal colonnello Charles Poletti al comando dei Carabinieri in Sicilia, alle dipendenze dell'Amgot, e costituì anche un apposito battaglione d'istruzione per l'addestramento di carabinieri ausiliari per le esigenze di ordine e sicurezza in Sicilia. Solo nel febbraio 1944 i Carabinieri di Sicilia tornarono alle dipendenze del Comando generale dell'Arma.
Nel dopoguerra, promosso generale di divisione dei CC, dal 6 febbraio al 2 novembre 1952 divenne vice comandante generale dell'Arma, massimo grado allora raggiungibile per un ufficiale dei Carabinieri. Si stabilì, una volta in congedo per limiti d'età, a Sarzana, dove si spense.
La città di Sarzana il 28 maggio 2015 gli ha intitolato una piazza del centro.